# Sternhintergrund
Die Aufnahmetechnik mittels Sternhintergrund wird in der Astronomie, der Raumfahrt und der Satellitengeodäsie verwendet. Man fotografiert dabei das gesuchte oder einzumessende Himmelsobjekt vor dem Hintergrund jenes Sternfeldes, das in der vorausberechneten Richtung steht.

## Sternhintergrund als Messmethode

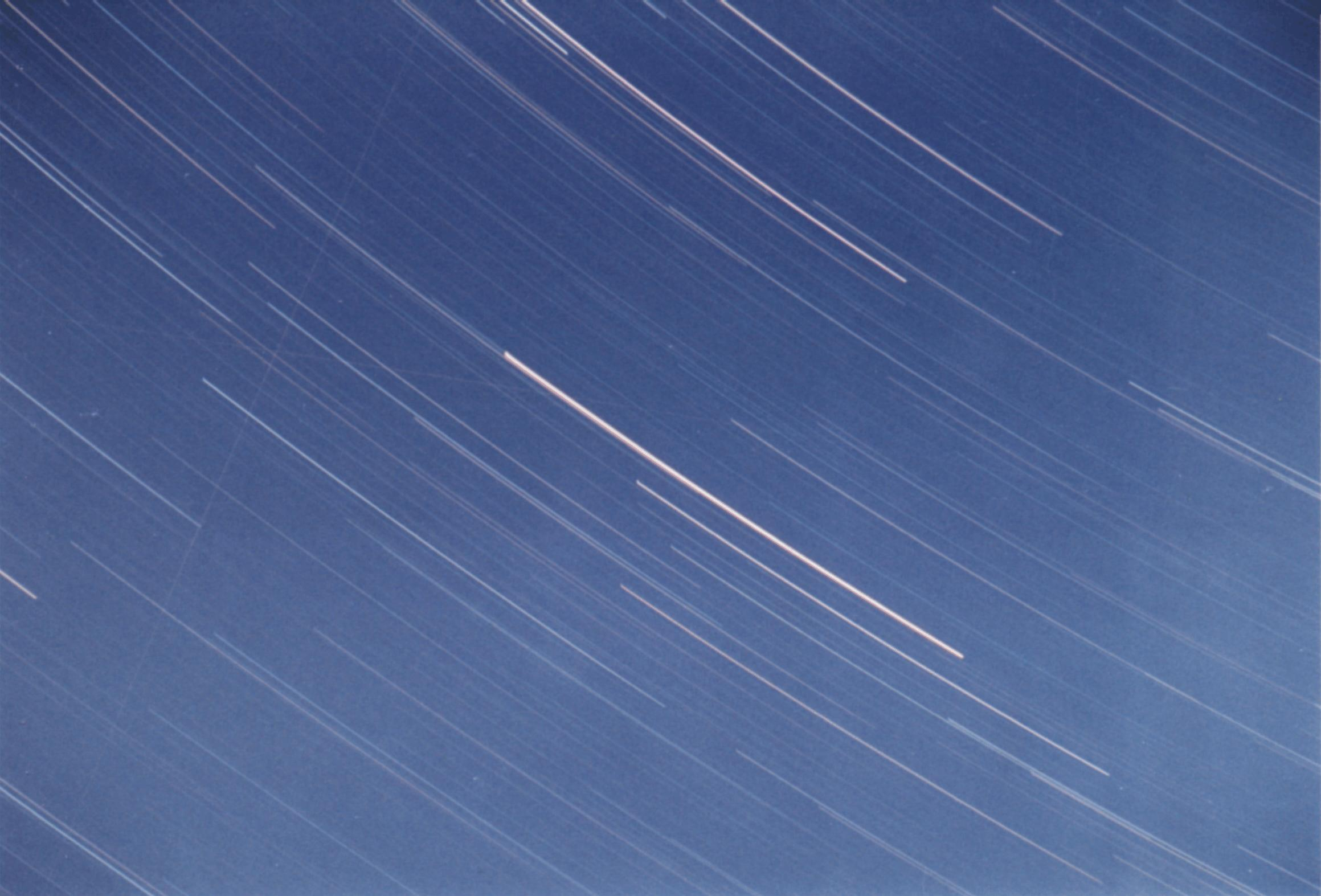
Strichspuraufnahme eines Sternfeldes und zweier Satellitenbahnen (schwache Querlinien in der linken Bildhälfte)

Die Sterne dienen dabei nur als Passpunkte, mit deren bekannten Koordinaten die Transformation der Kamera-Orientierung ins zölestische Bezugssystem vorgenommen wird. Dabei unterscheidet man die astrometrischen Verfahren (affine Abbildung, 2D-Polynome, long turner usw.) und die fotogrammetrischen Verfahren, welche die optische Abbildung modellieren.
Bisweilen sind die Strichspuren der Sterne, die bei längeren Belichtungszeiten durch die Erdrotation entstehen, aber auch eine Hilfe zum Entdecken neuer, schwacher Himmelskörper wie Asteroiden, weil die aufgenommenen Spuren von bewegten Körpern gegen jene der Fixsterne etwas verschwenkt sind.
Die Kamera kann entweder feststehend sein (Altaz- oder ballistische Kamera) oder der täglichen Bewegung des Sternhimmels nachgeführt werden (äquatoriale Montierung von Fernrohren oder Astrografen). Bei letzterer Methode, die die Sterne als Punkte abbildet, können schwache Objekte mit dem Blinkkomparator entdeckt werden, der zwei aufeinander folgende Aufnahmen vergleichen kann.

## Sternhintergrund zum Vergleich
Als Sternhintergrund bezeichnet man auch die entfernteren Sterne der Milchstraße, wenn sie als Bezug zur Einmessung näherer Sterne dienen. Mit deren Relativbewegung konnte z. B. Friedrich Wilhelm Bessel 1838 erstmals eine jährliche Parallaxe eines nahen "Vordergrundsterns" nachweisen, nämlich des Schnellläufers 61 Cygni.
Analog verwendet die galaktische Astronomie den Hintergrund ferner Galaxien, um die Bewegung von näheren Sternsystemen messen und analysieren zu können.
Bisweilen können mittels Hintergrundsternen oder -Galaxien auch auf indirektem Wege wichtige Erkenntnisse gewonnen werden, etwa durch den Gravitationslinsen- oder Mikrolinseneffekt, den eine im Vordergrund vorbeiziehende, dunkle Masse an der scheinbaren Helligkeit der dahinter liegenden Objekte verursacht. Solcherart hat man vereinzelt dunkle Materie entdeckt und 2003 einen Exoplaneten.